# Darvas
Darvas (románul: Darvaş) község Hajdú-Bihar vármegyében, a Berettyóújfalui járásban.

## Fekvése
A Berettyó bal partján, a Bihari-sík északnyugati peremén helyezkedik el. Határában folyik össze az Ölyvös-ér-mellékcsatorna és a Kutas-főcsatorna.
Szomszédai: észak felől Nagyrábé, északkelet felől Zsáka, délkelet felől Komádi, dél felől Csökmő, nyugat felől pedig Füzesgyarmat. Kelet felől közel van hozzá még Vekerd is, de közigazgatási területeik nem érintkeznek.

### Megközelítése
A települést, nagyjából északkelet-délnyugati irányban keresztülszeli a 47-es főút, így ez a leginkább kézenfekvő közúti megközelítési útvonala Debrecen-Berettyóújfalu felől éppúgy, mint Szeged-Békéscsaba-Szeghalom irányából. Füzesgyarmattal a 4225-ös út kapcsolja össze.
Vasútvonal nem érinti, a legközelebbi vasútállomás a Békéscsaba–Kötegyán–Vésztő–Püspökladány-vasútvonal Füzesgyarmat vasútállomása.

## Története
Darvas nevének első említése egy 1396-os iratból ismert, nevét már akkor mai alakjában írták. Nevét alapítóinak foglalkozásáról, a Sárréten ismert daruvadászokról kapta.
1421-ben a Csáky család volt a település birtokosa. 1552-ben 8 portát írtak össze a faluban, amely a török időkben kétszer is elpusztult. 1631 után részben a Szávó és az Olasz család birtoka lett, majd többfelé osztották, a Csiffy, Borbola és Molnár családoké lett. Darvas 1717-ben települt véglegesen újra, az érkezők között román telepesek is voltak (a mai napig Román, illetve Magyar végnek is nevezik a falu két végét).
1732-ben a Baranyai család is birtokot szerzett itt, az 1800-as évek elején Darvas a Molnár, Merza, Pagetti és Csapó családé volt. 1848-ban a falu ismét a Csákyaké lett, lakosságszáma 1850-ben 951 fő volt, ennek mintegy fele román nemzetiségű.
1859-ben egy súlyos tűzvészben a falu kétharmada leégett.

### Darvashoz tartozott falvak és puszták
Darvashoz tartozott még Nagy-Bozsód, Puszta-Csiff, Pagatt, Csapó, Kocsordos, Szőrfű, Gáltanya és Malomvölgy puszta is.
Bozsód pusztát a Váradi regestrumban faluként tüntették fel. 1552-ben még fennállt, ekkor Bozsófy Pál volt a földesura, a török időkben Darvassal együtt azonban elpusztult. 1723-ban már pusztaként volt említve, földesura ekkor Baranyi Miklós volt.
Csiff puszta egykor szintén egyházas hely volt, 1405-ben birtokosa Csiffy Péter volt.

## Közélete

### Polgármesterei
| Időszak   | Polgármester  | Párt           | Megjegyzés                           |
| --------- | ------------- | -------------- | ------------------------------------ |
| 1990–1994 | Máté József   | független      |                                      |
| 1994–1998 | Máté József   | Agrárszövetség |                                      |
| 1998–1999 | Jankuly Imre  | független      | hivataláról lemondott                |
| 2000–2002 | Zámbó Kálmán  | független      | Időközi választás: 2000. február 13. |
| 2002–2006 | Máté József   | független)     |                                      |
| 2006–2010 | Máté József   | MSZP           |                                      |
| 2010–2012 | Máté József   | független      | hivataláról lemondott                |
| 2012–2014 | Buk György    | független      | Időközi választás: 2012. december 2. |
| 2014–2019 | Buk György    | független      |                                      |
| 2019–2024 | Takács Attila | független      |                                      |
| 2024–     | Takács Attila | független      |                                      |

A településen 2000. február 13-án időközi polgármester-választást tartottak, az addigi településvezető, Jankuly Imre lemondása miatt. 2012. december 2-án ugyancsak azért kellett Darvason időközi polgármester-választást tartani, mert a korábbi faluvezető – ez esetben Máté József – szeptemberben lemondott posztjáról.

## Népesség
A település népességének változása:
| Lakosok száma | 557  | 551  | 550  | 478  | 476  | 472  | 450  |
|               | 2013 | 2014 | 2015 | 2021 | 2022 | 2023 | 2024 |

2001-ben a település lakosságának 99%-a magyar, 1%-a cigány nemzetiségűnek vallotta magát.
A 2011-es népszámlálás során a lakosok 96,4%-a magyarnak, 0,5% cigánynak, 0,2% németnek, 3% románnak mondta magát (3,6% nem nyilatkozott; a kettős identitások miatt a végösszeg nagyobb lehet 100%-nál). A vallási megoszlás a következő volt: római katolikus 7,7%, református 28%, görögkatolikus 5,9%, felekezeten kívüli 48,6% (5,6% nem válaszolt).
2022-ben a lakosság 91,2%-a vallotta magát magyarnak, 1,5% románnak, 0,6% cigánynak, 0,4% németnek, 0,2% egyéb, nem hazai nemzetiségűnek (8,6% nem nyilatkozott; a kettős identitások miatt a végösszeg nagyobb lehet 100%-nál). Vallásuk szerint 21,6% volt református, 5,7% római katolikus, 1,9% ortodox, 0,8% görög katolikus, 0,8% egyéb keresztény, 2,3% egyéb katolikus, 34,7% felekezeten kívüli (31,7% nem válaszolt).

## Nevezetességei
- Református templom - 1797-ben épült.
- Görög k. templom.

## Híres szülöttei
- Erőss Lajos református püspök